# Kæbehule
Kæbehulen er et hulrum i kraniet, der på latin benævnes sinus.
Kæbehulen hedder på latin sinus maxilliaris og er placeret under øjenhulerne. Det er sinus maxilliaris der bliver ramt ved bihulebetændelse.
| Anatomi | Spire Denne artikel om anatomi er en spire som bør udbygges. Du er velkommen til at hjælpe Wikipedia ved at udvide den. |